# Marcos Maidana
Marcos René Maidana (ur. 17 lipca 1983 w Margarita) – argentyński bokser zawodowy, były mistrz świata federacji WBA w wadze junior półśredniej (do 140 funtów).

## Profesjonalna kariera
Na zawodowych ringach zadebiutował 12 czerwca 2004 roku nokautując już w pierwszej rundzie Adana Basilio Mironchika. 22 grudnia 2006 wygrał przez techniczny nokaut z Miguelem Callist zdobywając pas WBA Fedelatin oraz uzyskując status oficjalnego pretendenta do pasa WBA o który zawalczył dopiero 7 lutego 2009 przegrywając niejednogłośnie po wyrównanym pojedynku z Andrijem Kotelnykiem. Cztery miesiące później pokonał przyszłego mistrza federacji WBC w wadze półśredniej Victora Ortiza, pomimo że do przerwania walki przegrywał na punkty u wszystkich sędziów zdobywając tymczasowe mistrzostwo świata federacji WBA. Po dwóch skutecznych obronach pokonał jednogłośnie na punkty byłego mistrza WBO DeMarcusa Corleya. 11 grudnia 2010 zmierzył się z regularnym mistrzem WBA Amirem Khanem ulegając po wyrównanej walce jednogłośną decyzją, dodatkowo Maidana był liczony w pierwszej rundzie oraz został ukarany odjęciem punktu w piątej rundzie. 9 kwietnia 2011 zmierzył się z byłym mistrzem trzech kategorii wagowych (junior piórkowej, piórkowej i junior lekkiej) oraz przyszłym wagi lekkopółśredniej WBC Érikiem Moralesem pokonując go po zaciętym pojedynku decyzją większości.
23 lipca 2011 został regularnym mistrzem federacji WBA po tym jak Amir Khan zdobył pas IBF automatycznie uzyskując status super championa WBA. W pierwszej obronie tytułu, 23 sierpnia 2011, pokonał przez KO w czwartej rundzie Rosjanina Petra Petrowa. 25 lutego zmierzył się z byłym mistrzem IBF i WBC wagi junior półśredniej Devonem Alexandrem przegrywając jednogłośną decyzją.